# Bertil Sjöberg
Bertil Johan Gabriel Sjöberg, född 24 mars 1914 i Malmö, död där 19 oktober 1999, var en svensk målare och tecknare. 

## Biografi
Bertil Sjöberg var son till konsuln i Nice, kapten Ernst Johan Axel Sjöberg och Ida Franziska Reichel och från 1945 var han gift med Emmy Elin Pedersen. Sjöberg studerade vid Edward Berggrens målarskola i Stockholm 1934 och för Peter Rostrup Bøyesen i Köpenhamn 1935–1938 samt för Kræsten Iversen vid Det Kongelige Danske Kunstakademi och under studieresor till Ven, Frankrike, Mallorca och Ibiza. Han bosatte sig 1941 i Danmark och målade då mycket på Bornholm innan han 1955 flyttade till Ibiza. Han tilldelades ett stipendium från Svensks-danska kulturfonden 1952. 
Under 1940-talet gjorde Sjöberg sig känd som en intim landskapsskildrare och efter flytten till Ibiza sker en stilistisk nyorientering mot abstrakta kompositioner. Separat ställde han bland annat ut på Galerie Birch i Köpenhamn 1950, Trelleborg 1956, Ibiza 1960, Hannover 1961, Esbjerg 1954, New York 1966 och på Galerie Pierre i Stockholm 1966. Han medverkade i samlingsutställningarna Blandningen på Malmö museum 1944–1959 och flera av vår– och höstutställningarna på Charlottenborg, Kunstnernes Efteraarsudstilling i Köpenhamn samt med konstnärsgrupperna De 11 och Caravellen i Köpenhamn. 
Sjöberg är representerad vid Statens Museum for Kunst i Köpenhamn. Makarna Sjöberg är begravda på Sankt Pauli norra kyrkogård i Malmö.